# Droga krajowa nr 51 (Węgry)
Droga krajowa nr 51 (węg. 51-es főút) – droga krajowa w środkowych Węgrzech. Biegnie przez komitaty Pest i Bács-Kiskun. Łączy Węgry z północną Serbią. Długość - 182 km. Przebieg: 
- Budapeszt – skrzyżowanie z M0
- Dunaharaszti
- Taksony – skrzyżowanie z 510
- Dunavarsány

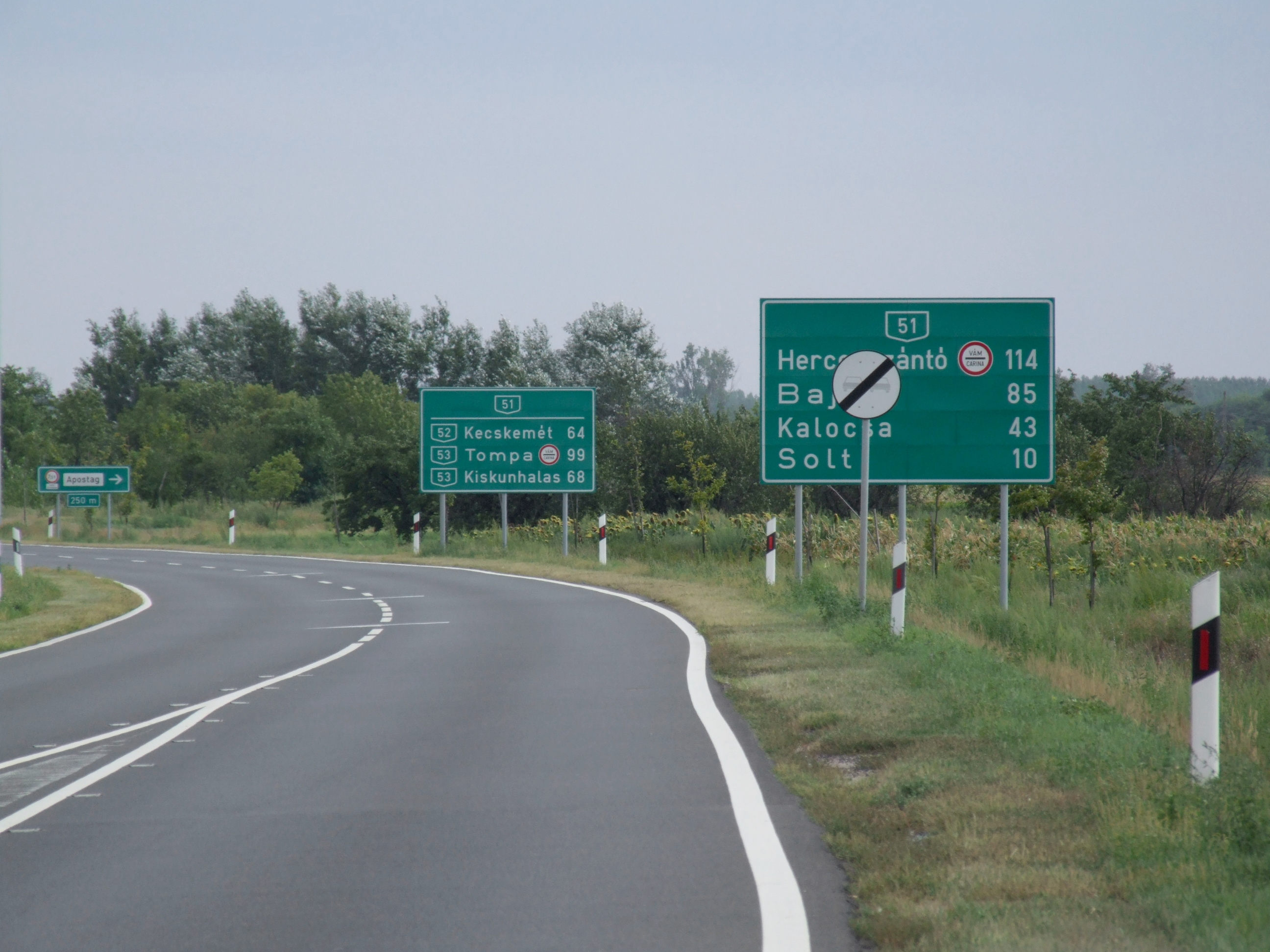
Droga krajowa nr 51 w pobliżu skrzyżowania z autostradą M8

- Dunavecse (obwodnica) – skrzyżowanie z 513 i z M8
- Solt – skrzyżowanie z 52
- Kalocsa
- Dusnok – skrzyżowanie z M9
- Sükösd – skrzyżowanie z 54
- Baja – skrzyżowanie z 55
- przejście graniczne Hercegszántó – Bački Breg – połączenie z serbską drogą nr 18